# 瑪格麗特·邦德菲爾德
瑪嘉烈·桂絲·邦德菲爾德，CH，PC（英語：Margaret Grace "Maggie" Bondfield，1873年3月17日—1953年6月16日）是英國工黨政治家，以及工會及婦女權利社會運動家。她獲委任為拉姆齊·麥克唐納第二任政府的勞工大臣，成為英國首位女姓內閣大臣，亦為首位女姓樞密院委員。成為勞工大臣前，她曾任工會聯盟議會的常務委員會（General Council）的首位女性主席。
邦德菲爾德出身卑微，只受過有限度的正規教育。她當過刺繡學徒，後來在白禮頓和倫敦當店員。店員的工作條件（尤其是寄宿制度）震撼了她，於是她成為了店員職工會的活躍成員。她後來進入了社會主義者的圈子，並於1898年成為全國店員、倉務員及文員工會(NAUSAWC)的助理秘書長。她及後著名於婦女社會主義者運動，其間，在1906年協助成立婦女勞動同盟，又成為了成人選舉權協會的主席。她對婦女選舉權的立場把她跟激進領導層分開，她主張不論性別財產，把投票權擴展至所有成年人。這與當時激進派別奉行的「跟男人一樣」議程不同。
1908年當邦德菲爾德離開了基層職工會職務後，她為婦女勞動同盟擔任籌備秘書，後來又擔任全國一般工人市政及工人聯合會的婦女事務主任 (NUGMW)。她在1918年當選進入工會聯盟議會，並於1923年成為其主席，同年首次當選國會議員。1924年，她在短暫的首個工黨弱勢政府任職勞工部政務次官。1929至1931年間她進入內閤，時值困擾第二任工黨政府的經濟危機。她願意考慮削減失業救濟的態度使她疏離勞工運動，但是工黨政府倒台後，她未有跟隨麥克唐納加入1931年（與保守黨及自由黨籌組聯合內閣的）國民政府。